# Guiot de Provins
Guiot de Provins (... – dopo il 1208) è stato un poeta e troviero francese originario della cittadina di Provins, nella regione dello Champagne.

## Biografia
Un minor numero di studiosi lo identificano con Kyot il Provenzale, l'autore presunto del materiale di base usato da Wolfram von Eschenbach per il suo romanzo Parzival, ma la maggior parte degli altri studiosi considerano tale fonte come un espediente letterario escogitato da Wolfram. Ad ogni modo, ai suoi tempi Guiot era uno scrittore popolare.
Come troviero (l'equivalente di trovatore in lingua d'oïl attivo nella Francia settentrionale), Guiot, probabilmente a cominciare dal 1180 circa, scrisse decine di canzoni, sebbene ne sopravvivano solo sei. Viaggiò in lungo e in largo, visitando Germania, Grecia, Costantinopoli e  Gerusalemme e potrebbe aver partecipato alla terza e forse quarta crociata. Guiot alla fine entra in un monastero come monaco cluniacense. In merito alla moralità, scrisse due lavori satirici, il più famoso dei quali è La Bible Guiot ("Bible" qui non si riferisce alla Sacra Bibbia, ma è un appellativo del francese medievale che significa "satira"), in cui vi è un primo riferimento al bussola magnetica.
In quanto al collegamento di Guiot con il Kyot il Provenzale, la maggior parte degli studiosi crede che Wolfram non sia veritiero (o men che serio) in merito al suo resoconto di una fonte del Parzival esterna al Perceval, la storia del Graal di Chrétien de Troyes. Se è così, allora anche Wolfram aveva inteso identificare il suo personaggio con lo storico Guiot de Provins, attribuendo a lui informazioni fittizie. Messo insieme al Kyot di Wolfram, il poeta appare come un compagno del personaggio principale del Baudolino di Umberto Eco, dove egli argomenta sulla natura del Santo Graal con Robert de Boron.